# 苣苔香茶菜
苣苔香茶菜（学名：Isodon gesneroides），为唇形科香茶菜属下的一个植物种。